# A Fonte (Ingres)
A Fonte (La Source) é uma pintura a óleo sobre tela do pintor francês do neoclassicismo Jean Auguste Dominique Ingres. A obra foi iniciada em Florença por volta de 1820, mas só em 1855 em Paris é que foi acabada. Quando Ingres mostrou a obra, já com 76 anos de idade, esta depressa se tornaria muito célebre e manteve-se ao cuidado do presidente da École des Beaux-Arts.

## Contexto
A pose do nu feminino representada neste quadro pode ser comparada com a de outro quadro do mesmo artista, Vénus Anadiomene de 1848, e trata-se de uma revisitação da Afrodite de Cnido ou "Vénus pudica" (enquanto se utiliza da mão direita na frente do púbis com o intuito de o ocultar), também representado em O Nascimento de Vênus de Sandro Botticelli.
Dois estudantes de Ingres, Paul Baize e Alexandre Desgoffe, terão colaborado na criação do fundo e do vaso com água. Esta era uma imagem extremamente popular, tanto que muitos cantaram em glória a ela, em particular o escritor Théophile Gautier e o poeta Théodore de Banville. A pose desta imagem atraiu inclusive outros pintores como William-Adolphe Bouguereau, na obra O Nascimento de VÊnus de 1879; e Pablo Picasso, inspirando numerosos artistas, nomeadamente Georges Seurat, Pierre-Auguste Renoir, Aristide Maillol e René Magritte. Vénus e odaliscas eram normalmente representadas por Ingres, inspirando-se nos seus modelos originais, poses e linhas sinuosas, alcançando uma representação fiel da anatomia da mulher. Esta regra fora seguida designadamente por A Grande Odalisca. A pele lisa e suave das mulheres confere a ilusão de uma estátua. Este estilo de pintura tem aproximado bastantes admiradores e é vista sobretudo na obra dos alunos de Ingres, em que as cenas mitológicas e atos são idealizados, e os detalhes fielmente reproduzidos.